# Krzysztof Roman Korsak Zaleski
Krzysztof Roman (Roman Krzysztof) Korsak Zaleski herbu własnego (zm. ok. 1640/1641 roku) – podkomorzy połocki w latach 1618-1639, stolnik połocki w latach 1605-1618.
Poseł na sejm 1625, 1631 roku. Poseł na sejm konwokacyjny 1632 roku z województwa połockiego. Był elektorem Władysława IV Wazy z województwa połockiego w 1632 roku.